# Leopard 2E
Le Leopard 2E est une variante espagnole du char de combat allemand Leopard 2.

## Historique
Adaptée aux besoins de l'armée de terre espagnole, celle-ci l'a acquise dans le cadre d'un programme de modernisation de l'armement nommé Programa Coraza. Initié en 1994, soit cinq ans après l'annulation du programme Lince, le programme englobait un transfert de 108 chars Leopard 2A4 de l'armée allemande à l'armée espagnole ainsi que la production locale du Leopard 2E à partir de décembre 2003. Malgré le report dans la production dû à la fusion en 2003 entre Santa Barbara Sistemas et General Dynamics et des problèmes de fabrication entre 2006 et 2007, 219 Leopard 2E ont été livrés à l'armée espagnole.
Le Leopard 2E est une amélioration majeure par rapport au M60 Patton et AMX-30E qu'il a remplacé dans les unités mécanisées et blindées d'Espagne. Techniquement, il dispose notamment d'un blindage plus épais sur la tourelle et le glacis que la variante Leopard 2A6. Son développement représentait cependant un coût total de 1,9 milliard d'euros, ce qui en fait l'une des plus chères variantes du Leopard 2. Les véhicules ont été assemblés à Séville et ils devraient rester en service jusqu'en 2025. Il est ensuite prévu de les remplacer par le MGCS franco-allemand à l'horizon des années 2030, disposant d'un canon à chargement automatique.
En 2024, on annonce que 60 exemplaires des 327 Leopard 2 en service à cette date pourraient être  modernisés d'ici 2032. Outre le traitement des obsolescences, on envisage un canon L55, un tourelleau téléopéré et un système de protection active.

## Galerie d'images

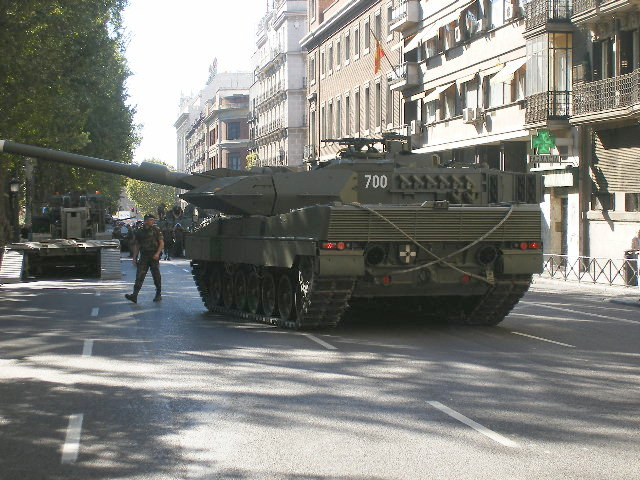
Le jour de la fête nationale
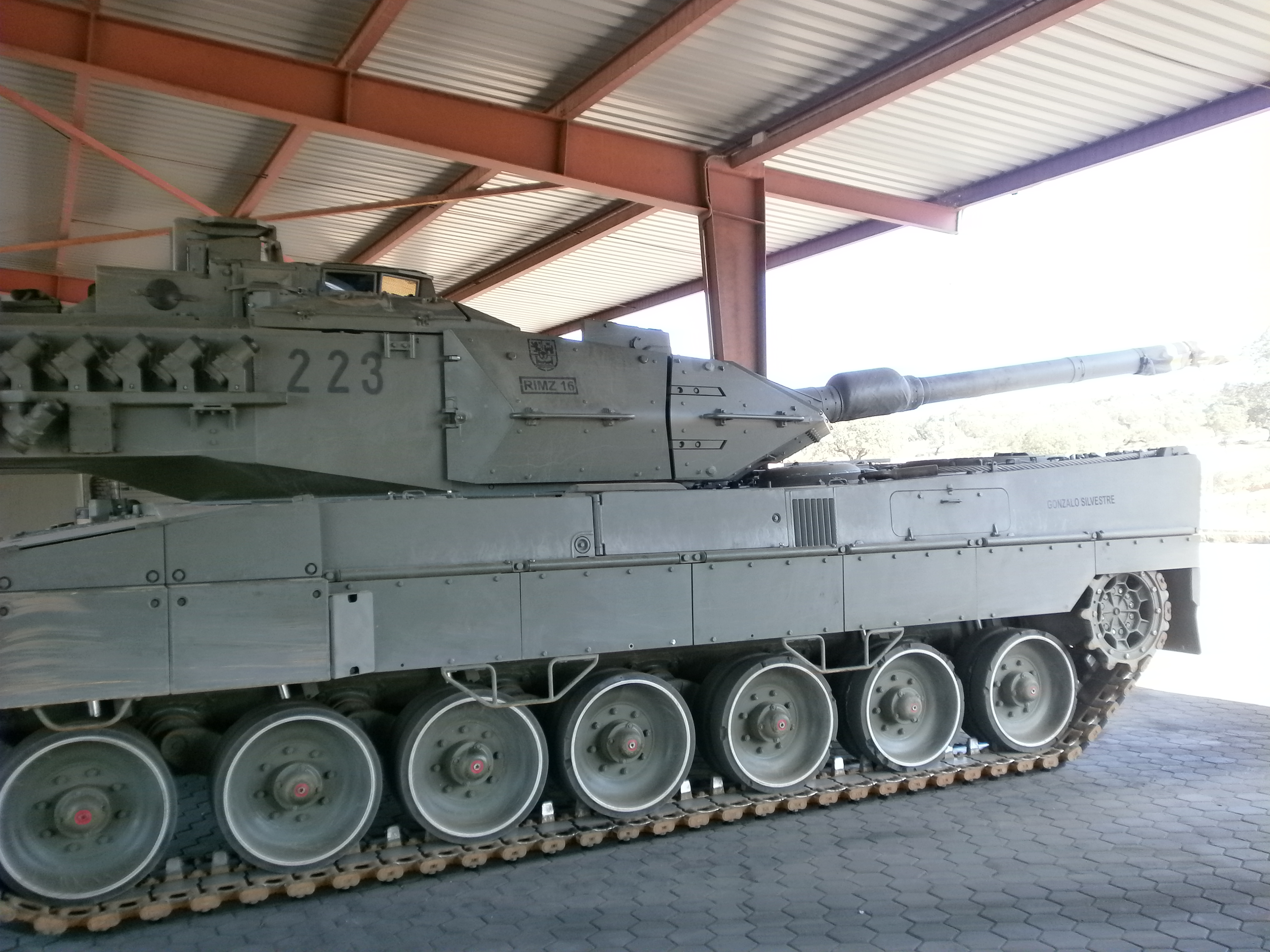
Avec la tourelle inversée
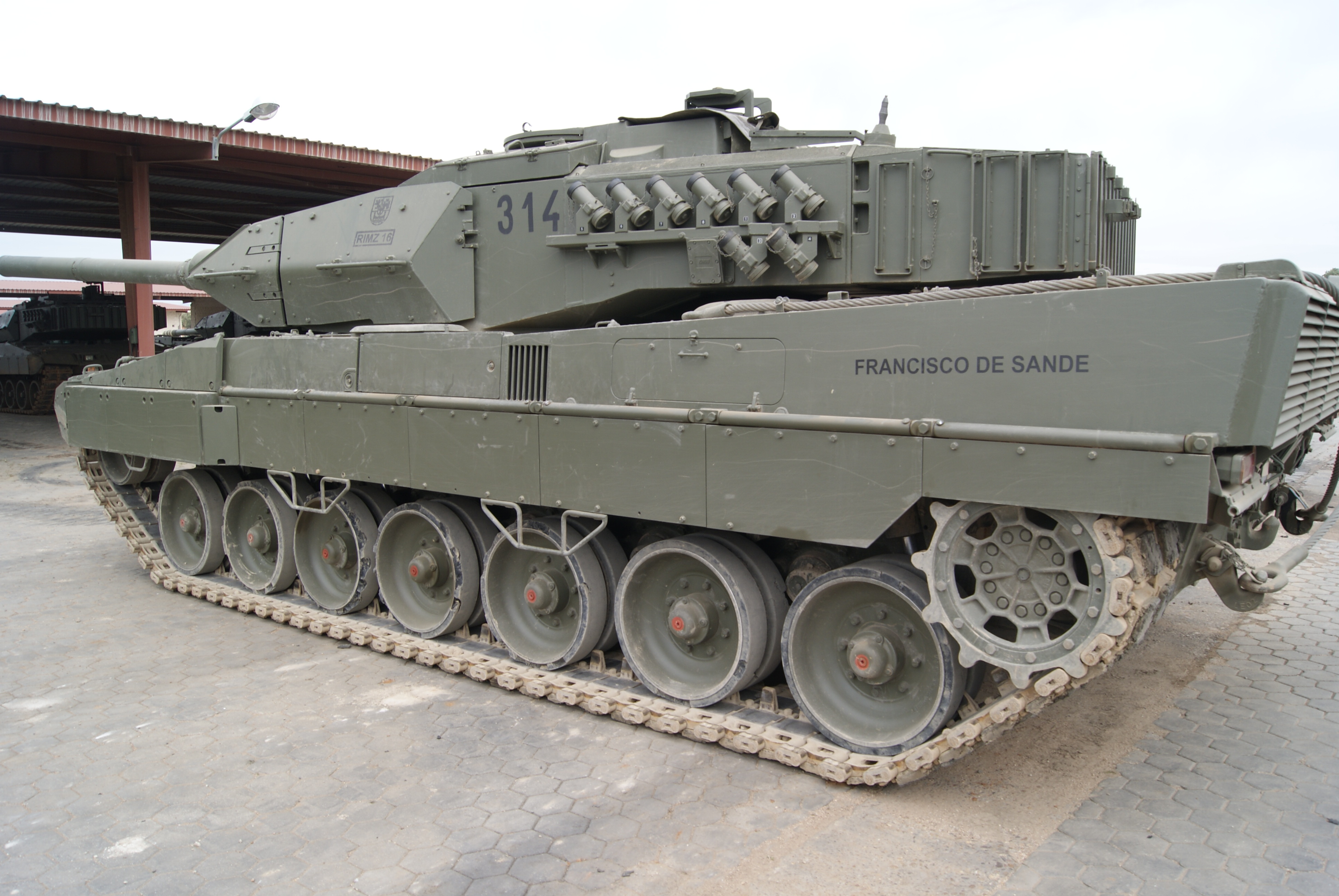
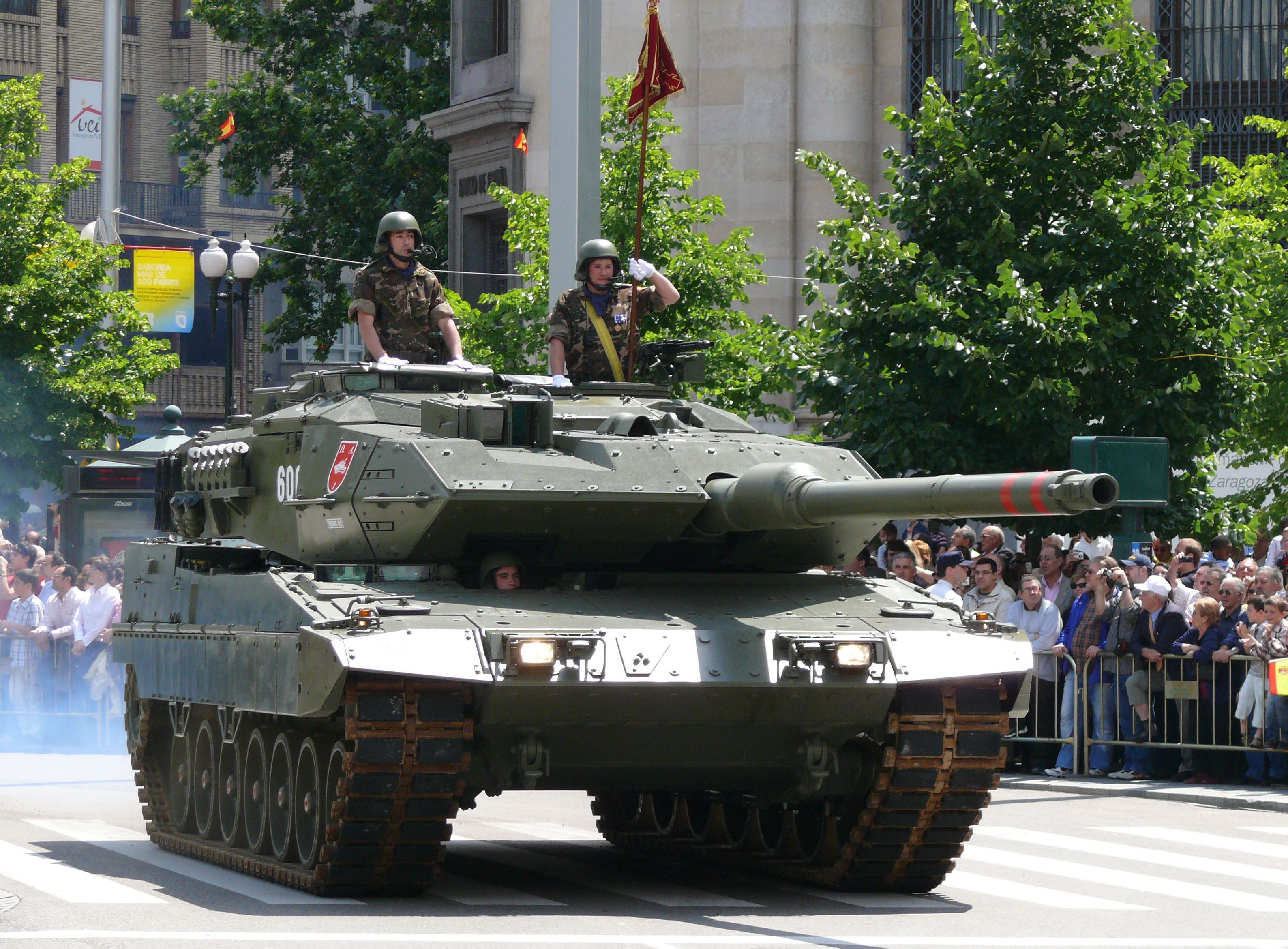